# Ястрабський потік
Ястрабський потік (словац. Jastrabský potok) — річка в Словаччині, права притока Свинянського потоку, протікає в окрузі Тренчин.
Довжина приблизно 4.0-4.5 км. Витік знаходиться в масиві Повазький Іновець (геоморфологічна підодиниця Високий Іновець — схил гори Ярабський-Врх); на висоті близько 595 метрів.
Протікає територією села Тренч'янське Ястраб'є. Впадає у Свинянський потік на висоті приблизно 280-285 метрів.